# Charles-Victor Langlois
Charles-Victor Langlois, född 26 maj 1863, död 25 juni 1929, var en fransk historiker.
Langlois blev docteur ès lettres 1887. Han undervisade först i Montpellier, därefter vid Sorbonne i paleografi, bibliografi och medeltidens historia. Langlois vetenskapliga produktion koncentrerades kring Frankrikes historia under de senare kapetingerna. Han framträdde även som handboksförfattare i bibliografi och historisk metod. Sin historiska metod lade Langlois i dagen bland annat i den tillsammans med Charles Seignobos utgivna Introduction aux études historiques (1898). Hans huvudarbete är La vie en France au moyen âge, de la fin du XII:e siècle au milieu du XIV:e (4 band, 1924–1927).